# Afrobrianax ferdyi
Afrobrianax ferdyi là một loài bọ cánh cứng trong họ Psephenidae. Loài này được Lee, Philips & Yang miêu tả khoa học đầu tiên năm 2003.